# NGC 6008
NGC 6008 (również PGC 56289 lub UGC 10076) – galaktyka spiralna z poprzeczką (SBb), znajdująca się w gwiazdozbiorze Węża. Odkrył ją Édouard Jean-Marie Stephan 10 czerwca 1880 roku. Jest to galaktyka z aktywnym jądrem typu LINER.